# The Watch (Fernsehserie)
The Watch ist eine Fantasyserie der BBC, die auf BBC America veröffentlicht wird. Die Serie ist eine Adaption über Ankh-Morporks Stadtwache aus den Scheibenwelt-Romanen von Terry Pratchett.

## Hintergrund
Nachdem Prime Focus Productions bereits drei Scheibenwelt-Romane adaptiert hatte, kündigte das Studio 2011 an, an einer Adaption über die Ankh-Morpork City Watch unter dem Titel The Watch zu produzieren. Im folgenden Jahr wurde jedoch bekanntgegeben, dass Terry Pratchetts neu gegründetes, eigenes Produktionsunternehmen Narrativia für die Produktion übernommen hat. Dabei waren als Drehbuchautoren Terry Jones, Gavin Scott und Guy Burt im Gespräch, die das Skript unter der Aufsicht von Pratchett verfassen sollten. Es wurden 13 Episoden mit einer Laufzeit von je 60 Minuten angedacht. Im Jahr 2014 wurden die Dreharbeiten für das Folgejahr angekündigt. Nachdem Pratchett jedoch 2015 verstorben war, gab sein Assistent Rob Wilkins bekannt, dass die Produktionsarbeiten fortgeführt, weitere Ankündigungen allerdings bis zum Drehbeginn unterlassen werden.
Im März 2018 wurde erklärt, dass BBC Studios gemeinsam mit Narrativa die Serie mit nun nur noch sechs Folgen produziert. Dabei kündigten die Studios des Rundfunksenders an, mit The Watch ein Franchise beginnen zu wollen. Im Oktober 2018 ließ der US-amerikanische Ableger der BBC, BBC America verlauten, eine The-Watch-Serie, die sich über acht Folgen erstreckt, bestellt zu haben. Hilary Simon und Phil Collinson wurden als Executive Producer genannt. Als Drehbuchautoren fungierten Simon Allen, Joy Wilkinson, Catherine Tregenna, Amrou Al-Khadi sowie Ed Hime. Die Regie wurde von Craig Viverios übernommen. Schließlich begannen die Dreharbeiten im Oktober 2019 in Kapstadt.
Die Erstausstrahlung der ersten beiden Episoden von The Watch war am 3. Januar 2021. Die erste Folge der deutschen Fassung war am 28. Januar 2022 auf Amazon Channels zu sehen.